# 디프테리아 백신

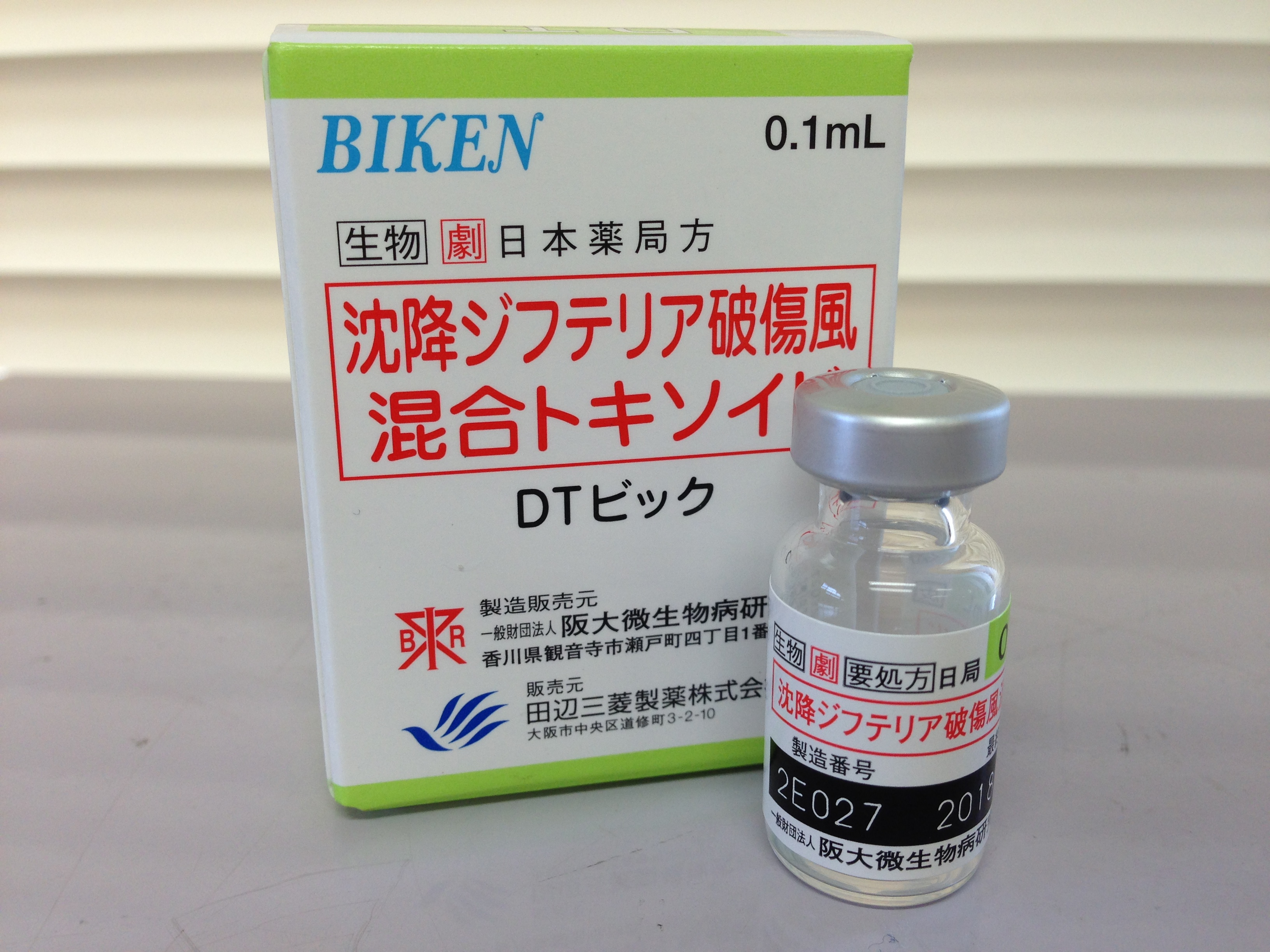
DT-vaccine

디프테리아 백신(Diphtheria vaccine)은 디프테리아를 일으키는 디프테리아 독소(Corynebacterium diphtheriae)에 대항하기 위한 백신이다. 이 백신의 사용으로 1980년에서 2000년대 사이에 디프테리아는 90% 넘게 감소했다. 디프테리아 백신은 심각한 부작용 없이 매우 안전하다고 알려져 있다. 세계 보건 기구(WHO)는 1974년부터 디프테리아 접종을 권장하고 있다. 전 세계 인구의 84%가 예방 접종을 한다. 보통 근육 주사 형태로 주사하며, 백신은 얼리지 않고, 차갑게 보관한다. 디프테리아 백신은 1923년에 개발되었다. WHO 필수 의약품 목록에 디프테리아 백신이 등재되어 있다. 개발 도상국에서 디프테리아 백신의 조합은 2014년 기준으로 0.12 ~ 0.99USD이다. 미국의 경우 25 USD미만이다.

## 접종 방법
미국에서는 첫번째 접종은 탄생 6주에 접종을 권장하며, 이후 4주 간격으로 2회 추가 접종을 권장한다. 95%의 어린이가 유년기에 디프테리아에 내성을 갖게 된다.

### 한국에서는 다음과 같이 접종한다.[8]
- 접종대상 : 모든 영유아
- 접종 시기

1. 생후 2, 4, 6개월에 3회 기초접종
2. 생후 15~18개월과 만 4~6세 때 각각 1회 추가접종
3. 만 11~12세 때 Tdap 또는 Td 백신으로 1회 접종

### 접종 후 이상 반응
DTaP 예방접종 후에 생길 수 있는 부작용은 거의 없다. 이상반응 중 가장 흔한 것은 접종 부위가 빨갛게 변하고 붓고, 통증, 어지러움, 식욕부진, 구토, 미열이 나타날 수 있다. 접종 부위의 국소 이상반응은 4차, 5차 접종 때 심하게 발생하는 경향이 있다. 고열, 경기, 아나필락시스 반응, 경련 등의 심각한 부작용이 드물게 발생하기도 한다.

## 백신 조합
디프테리아 백신은 여러 가지 백신의 조합으로 접종된다. 파상풍 백신과 백일해 백신을 조합하여 보통 구성한다. 함께 있는 백신 중 가장 대표적인 것이 DPT 혹은 Tdap이며, T는 파상풍, d와 p는 각각 디프테리아와 백일해를 가리킨다. 그 외에도 조합에 따라서 Td 백신, DT 백신 등이 존재하며, Hib 백신이나 B형 간염 백신, 소아마비 백신을 조합할 때도 있다.

## 주의 사항
- 이 약 성분에 의한 아나필락시 또는 알레르기 병력이 있는 자
- 간질 또는 중추신경계의 유전적 질환의 가족력이 있는 자
- DPT접종 후 바로 여행은 하지 않는 것이 좋다 (모든 백신 동일 적용)
- DPT접종은 소아의 몸무게가 적어도 특별한 이유가 없으면 소아과 의사의 판단에 따라 접종한다.
- 4-6세 DPT 접종을 반드시 하는 것이 좋다.
- 접종시 나이는 만으로 계산한다.